# Kaburakia excelsa
Kaburakia excelsa är en plattmaskart. Kaburakia excelsa ingår i släktet Kaburakia och familjen Stylochidae. Inga underarter finns listade i Catalogue of Life.